# Äherdi
Äherdi es un pueblo situado en el municipio de Rapla, en el condado de Rapla, Estonia. Tiene una población estimada, en 2021, de 13 habitantes.
Está ubicado en el centro-este del condado, cerca del río Vigala y de la frontera con los condados de Järva y Harju.